# Жгиаб (Бузау)
Жгиаб (рум. Jghiab) насеље је у Румунији у округу Бузау у општини Манзалешти. Oпштина се налази на надморској висини од 484 m.

## Становништво
Према подацима из 2002. године у насељу је живело 167 становника, од којих су сви румунске националности.